# Magrawa

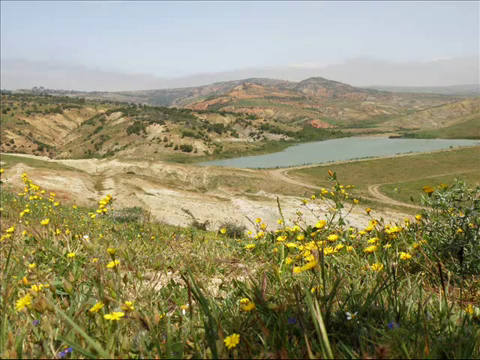
Dahra, eine ehemalige Hauptfestung der Magrawa

Die Magrawa (auch: Maghrawa, Maghrawiden; tamazight ⵉⵎⵖⵔⴰⵡⵏ Imeɣrawen) waren ein Berberstamm im mittleren und westlichen Algerien, der später auch Nordmarokko beherrschte.

## Geschichte
Die Magrawa, ein Stamm der Zanata-Berber, unterwarfen sich im 7. Jahrhundert als einer der ersten Berberstämme den Muslimen. Sie unterstützten Uqba ibn Nafi 683 bei seinem Feldzug bis zum Atlantik. Seit dem 8. Jahrhundert waren sie Charidschiten und zunächst mit den Idrisiden und seit dem 10. Jahrhundert mit den Umayyaden von Córdoba verbündet. Dadurch wurden sie in den umayyadisch-fatimidischen Konflikt um Marokko hineingezogen. Zwar gelang 924 ein Sieg über die Verbündeten der Fatimiden, doch schlossen sie sich diesen bald an. Als sich die Magrawa erneut mit dem Kalifat von Córdoba verbündeten, wurden sie von den fatimidentreuen Ziriden 972 in das mittlere Marokko abgedrängt. Um 977 konnten die Magrawa unter Chazrun ibn Falful ibn Chazar aber die Midrariden (Miknasa) aus Sidschilmasa vertreiben, woraufhin die Stadt unter ihrer Herrschaft blieb, bis sie 1053/54 an die Almoraviden fiel. Zehn Jahre später wurde auch jener Nebenzweig der Banu Chazrun von den Almoraviden beseitigt, welcher in Sufruy herrschte.
Unter der Oberhoheit der Fatimiden und später der Abbasiden beherrschte eine weitere Linie der Banu Chazrun zudem zwischen 1001 und 1147 das Gebiet von Tripolis und auch im Taifa-Königreich von Arcos herrschten von 1012 bis zu ihrem Sturz durch die Abbadiden im Jahre 1067 Nachkommen Chazruns aus dem Stamm der Magrawa. 
Unter Ziri ibn Atiya ibn Abdallah ibn Chazar (gest. 1001) konnten die Magrawa unter umayyadischer Oberhoheit die Herrschaft in Fès erringen und diese im Kampf gegen die Banu Ifran auch weiter ausdehnen. Eine Revolte gegen die Umayyaden wurde zwar von Almansor niedergeschlagen, doch erfolgte bald eine Restauration der Magrawaherrschaft in Fes. Unter den nachfolgenden Fürsten al-Muizz (1001–1026), Hamama (1026–1039) und Dunas (1039–1060) konnte sich das Magrawa-Fürstentum im nördlichen und mittleren Marokko konsolidieren. Allerdings brachen nach 1060 Machtkämpfe um die Herrschaft aus, sodass die Almoraviden Fes 1070 erobern und die hiesige Magrawa-Dynastie beseitigen konnten.

## Herrscher
In Sidschilmasa (Banu Chazrun; 977–1053/54):
- Chazrun
- Wanudin
- Masud

In Fes (987–1070):
- Ziri (987–1001)
- al-Muizz (1001–1026)
- Hamama (1026–1040)
- Dunas (1040–1060)
- al-Futuh (1060–1063)
- Muansur (1063–1068)
- Tammim (1068–1070)

In Arcos (Banu Chazrun; 1012–1067):
- Muhammad ibn Chazrun (1012–?)
- Abdun ibn Chazrun (?–1056)
- Muhammad ibn Abdun (1056–1066)